# Bernardo Ferrándiz Bádenes
Bernardo Ferrándiz Bádenes (n. 22 iulie 1835, Cabañal-Cañamelar⁠(d), Comunitatea Valenciană, Spania – d. 2 mai 1885, Málaga, Andaluzia, Spania) a fost un pictor costumbrist spaniol. Este considerat a fi unul dintre fondatorii „Escuela Malagueña”.

## Biografie

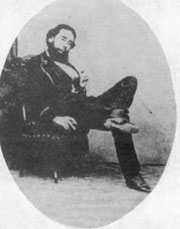
Fotografie nedatată (1860?)

S-a născut în Valencia, fiul unui pescar din cartierul portuar cunoscut sub numele de „El Cabanyal⁠(d)”. Educația sa artistică a început la Real Academia de Bellas Artes din San Carlos cu Francisco Martínez Yago⁠(d). Ulterior a petrecut ceva timp la Real Academia de Bellas Artes de San Fernando cu Federico de Madrazo și a arătat o preferință timpurie pentru scenele de gen din viața de zi cu zi.
Pictura sa, „Viaticum”, care înfățișa un cerșetor muribund, i-a câștigat o bursă de la Diputación de Valencia care i-a permis să-și continue studiile în străinătate. În 1859, a plecat la Paris, unde a urmat cursuri la École des Beaux-Arts și a expus la Salon⁠(d). Va locui la Paris până în 1868.
A călătorit prin Africa de Nord și Italia și a participat la numeroase expoziții, obținând mențiune de onoare la Expoziția Națională de Arte Plastice din 1860. Acolo a obținut locul al doilea în 1864 și o medalie de argint în 1866.
În 1868 s-a căsătorit și a plecat la Málaga, unde a primit catedra de culoare și compoziție la Escuela de Bella Artes de San Telmo, în ciuda unei opoziții puternice. Zece ani mai târziu, a fost numit director al școlii. Printre studenții săi de seamă s-au numărat José Moreno Carbonero⁠(d), Enrique Simonet și José Denis Belgrano⁠(d). Din cauza simpatiilor sale republicane, a fost forțat să părăsească Spania în timpul celui de-al treilea război carlist și să locuiască la Roma până în 1876.
Lucrările sale sunt răspândite pe scară largă în Europa de Vest, deși treisprezece picturi sunt păstrate la Muzeul Málaga. Una dintre cele mai cunoscute pânze ale sale înfățișează o reuniune a Tribunalului Apelor din câmpia Valencia, la scurt timp după crearea sa. A fost cumpărat de Napoleon al III-lea și este în prezent expus la Muzeul de Arte Frumoase din Bordeaux. Pe lângă picturile sale, a decorat tavanul de la Teatro Cervantes⁠(d).
A murit, la vârsta de 49 de ani, la Málaga. Un monument în cinstea lui a fost instalat în Parque de Malaga. A fost proiectat de sculptorul Agapit Vallmitjana, care a murit înainte de inaugurarea sa în 1913.

## Selecție de picturi

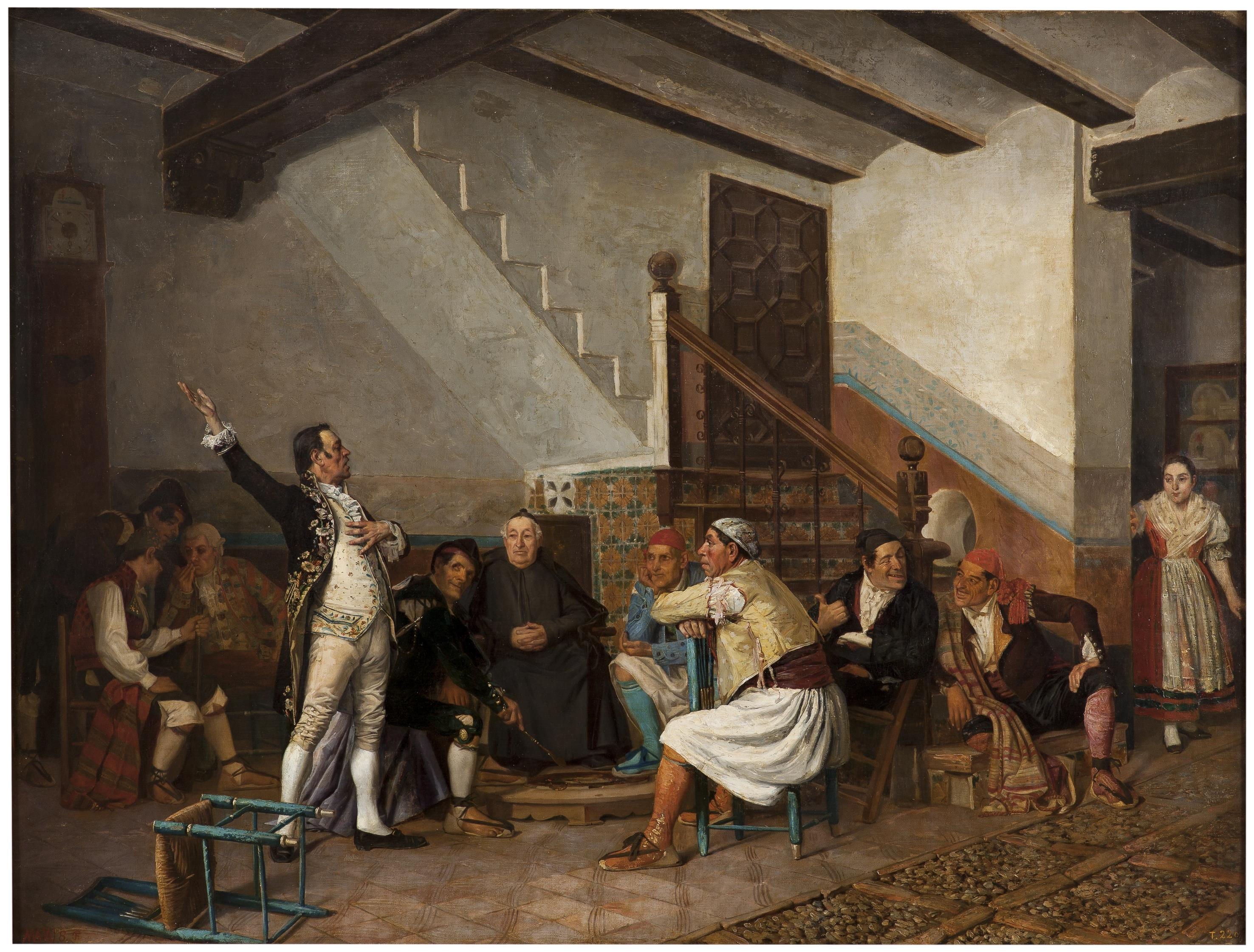
Vorbitorul politic
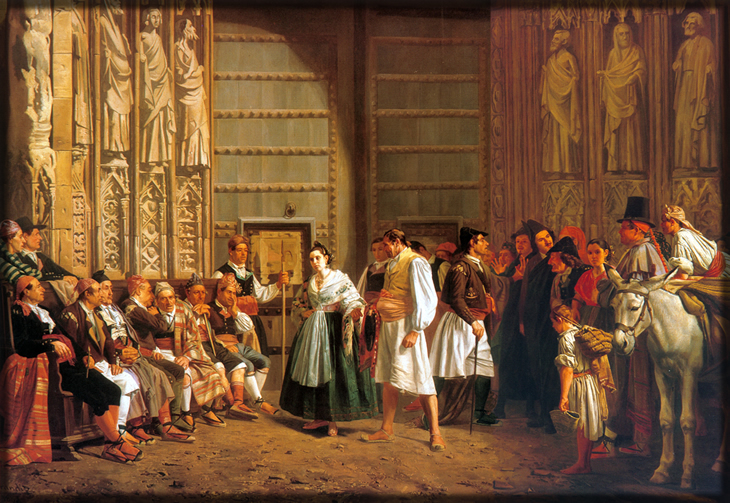
Tribunalul Apelor
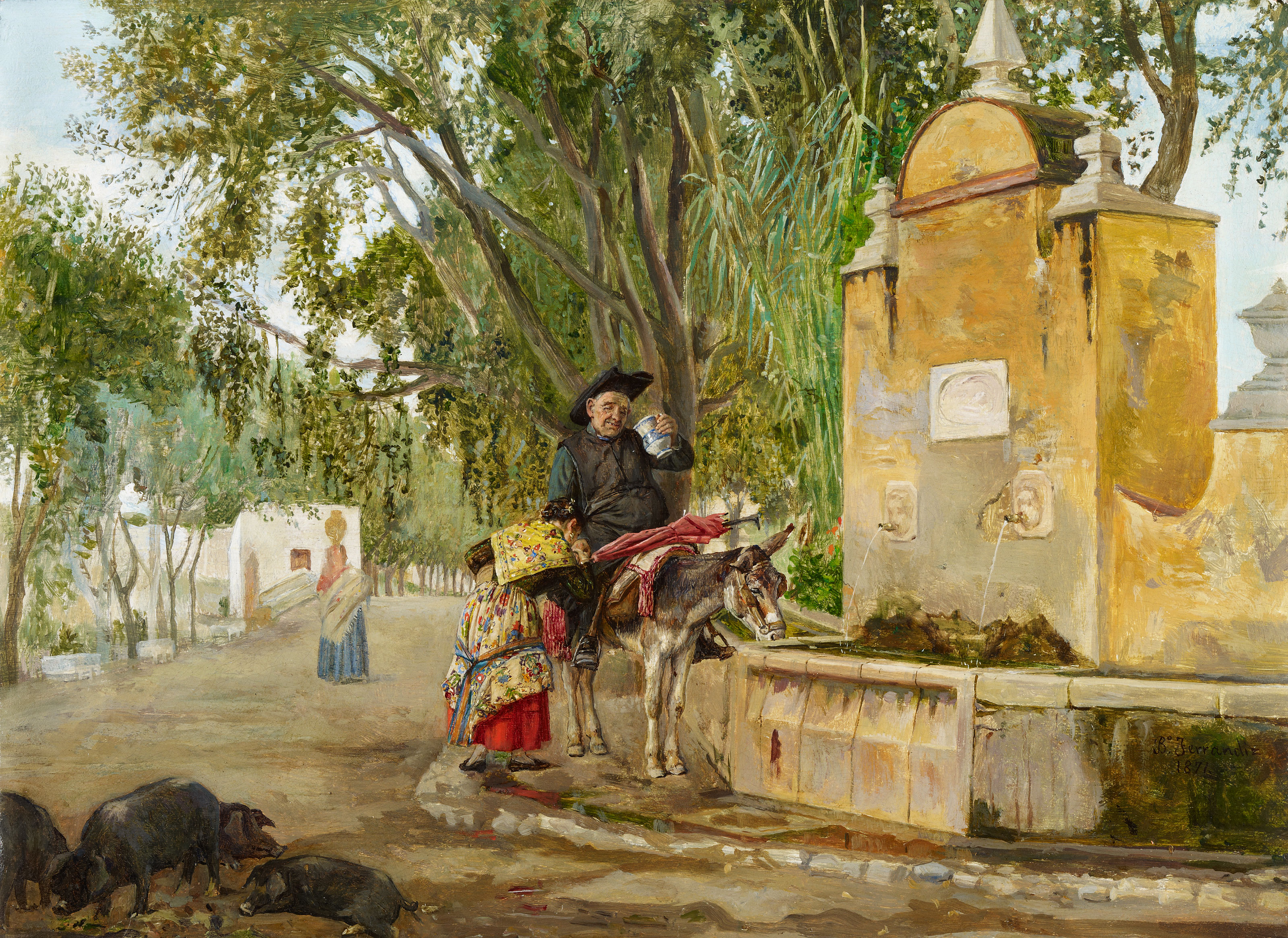
Preotul